# イスラーム文学

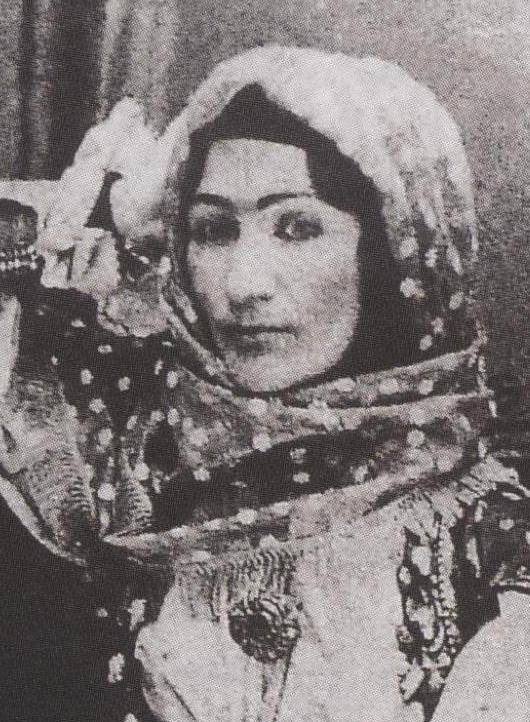
フールシード・バーヌー・ナータヴァーンはカラバフ・ハン国 (1748–1822) 最後のハーンメフディー・グル・ハーンの娘であり、彼女はアゼルバイジャン史上有数の詩人であると考えられている。

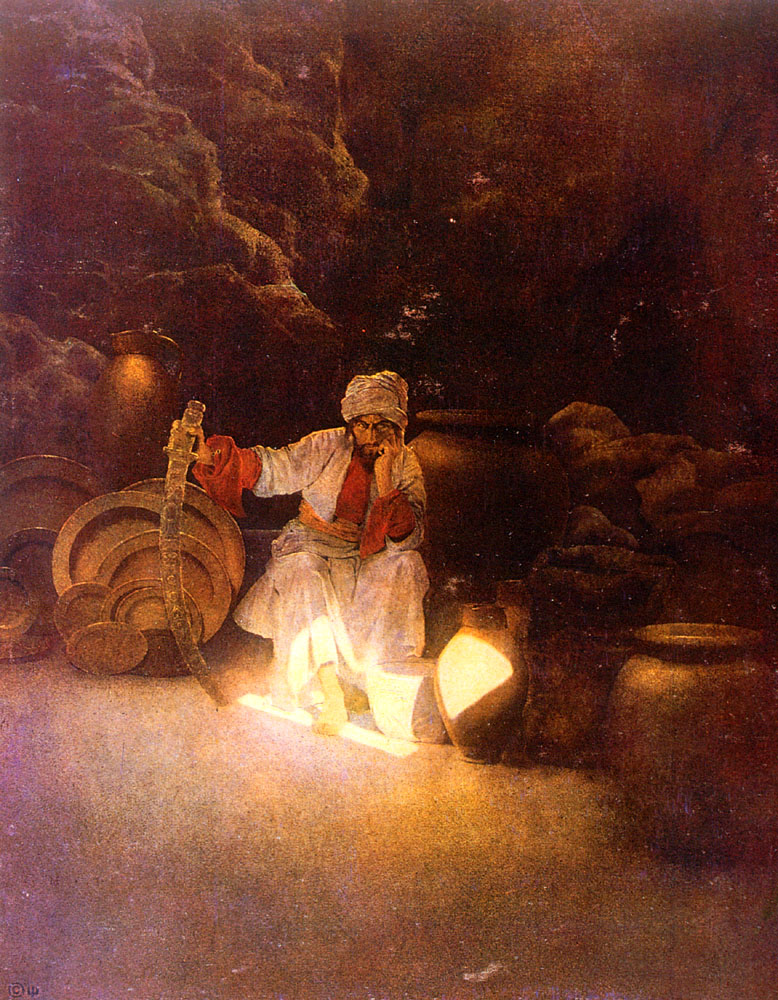
マックスフィールド・パリッシュが描いたアリババ

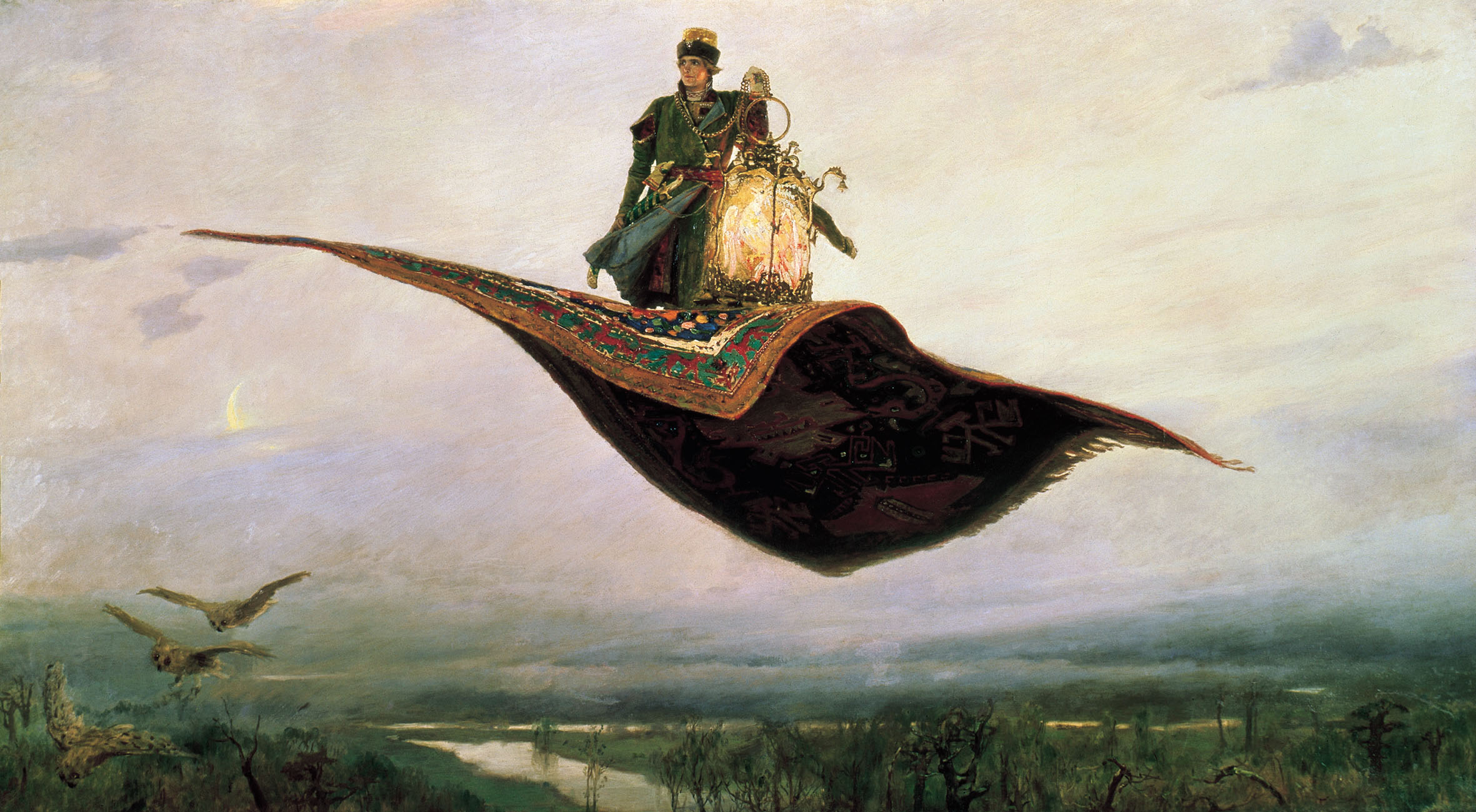
魔法の絨毯は人々を即座に目的地へと運んでくれる伝説の絨毯だった。

イスラーム文学 （イスラームぶんがく、英語: Islamic literature） はイスラム教 （イスラーム） の観点から描かれた文学である。

## 主要作品と影響
イスラーム世界の文学で最も有名なフィクションはペルシア帝国の女王シェヘラザードにより語られた説話集千夜一夜物語 (アラビアンナイト) であろう。千夜一夜物語は10世紀に原型が形作られ、14世紀に完成形を見た。千夜一夜物語に収録されている物語の数と種類は写本ごとに異なる。すべてのアラビア語のファンタジー系の物語は実際に「千夜一夜物語」に収録されているか否かに関わらず、英語に翻訳される際「アラビアンナイト」と呼ばれていた。また、いくつかの物語に関してはアラビア語の原本が存在しないにもかかわらず「アラビアンナイト」として収録されている。
この物語は18世紀にアントワーヌ・ガランにより初めて翻訳されて以降、西洋に影響を与え続けている。多くの模倣作品が特にフランスで発表された。
フェルドウスィーのシャー・ナーメ (王の書) はイランの国民的な叙事詩であり、ペルシアの歴史を神話や英雄を交えて再構成した物語となっている。アミール・アルサラーンもまた人気のあるペルシア神話の登場人物であり、アルスラーン戦記のような現代のファンタジーフィクション作品に影響を与えている。
イブン・トファイル (アブバーケル) やイブン・ナフィースは哲学小説のパイオニアである。イブン・トファイルはガザーリーの哲学者の矛盾に触発される形で初のアラビア語フィクション小説、ヤクザーンの子ハイイ (Philosophus Autodidactus) を書き上げた。また、イブン・ナフィースはイブン・トファイルの「ヤクザーンの子ハイイ」に触発される形でフィクション小説Theologus Autodidactusを書いた。これらの物語には主人公 (ヤクザーンの子ハイイのハイイやTheologus Autodidactusのカミール) がおり、彼らは無人島で独学で生活方法を学んで暮らしている野生児である。これらの物語は無人島の物語の最初期の例となっている。しかし、ヤクザーンの子ハイイでは物語の残りの部分でハイイが無人島で動物たちと一人で暮らしている一方で、Theologus Autodidactusにおけるカミールの物語では無人島の前段部分を拡張しており、成人の儀式というプロットへと発展し、ついにはSF小説の最初の例となっている。
イブン・トファイルの作品「Philosophus Autodidactus」のラテン語訳はエドワード・ポコックによるものが1671年に初めて登場し、続いて1708年にサイモン・オクリーによりドイツ語、オランダ語、英語へと翻訳された。これらの翻訳により、後にダニエル・デフォーにインスパイアされる形でロビンソン・クルーソーが出来上がった。これは英語初の小説となった。Philosophus Autodidactusはロバート・ボイルにより再びインスパイアされてThe Aspiring Naturalistが書き上げられた。物語はジャン＝ジャック・ルソーのエミール　または教育についてにいくつかの点で先んじており、ターザンの物語で知られるラドヤード・キップリングのジャングル・ブックに収録されているマウグリの物語に類似点が多い。
イタリア文学叙事詩の傑作とされているダンテ・アリギエーリの神曲はその特徴やエピソードの多くが直接的もしくは間接的にハディースやイスラームの終末論を描いた昇天の書などのアラビア語作品に由来するものであり、1264年頃に「Liber Scale Machometi」としてラテン語へと翻訳され 、ムハンマドの昇天を描いたイブン・アラビーのスーフィズム小説は「The Book of Muhammad's Ladder」へと翻訳された。ムーア人はジョージ・ピールやウィリアム・シェークスピアの作品にも顕著な影響が見られる。彼らの作品の複数の主人公はムーア人の特徴に似せたものとなっており、ピールのアルカザルの戦いやシェークスピアのヴェニスの商人、タイタス・アンドロニカス、オセロなどがこれに当てはまる。シェークスピアのオセロは千夜一夜物語の三つの林檎の物語に似ており、ムーア人のオセロを主人公として取り上げたものである。これらの作品は17世紀始めにモロッコからエリザベス朝にやってきた複数のムーア人の使節団に触発されて書かれたとされている。